# Linkersches Holz
Im Bereich der Prinzenschneise nördlich von Schöndorf (Weimar) auf dem Kleinen Ettersberg gibt es einen Forstbereich, der als Linkersches Holz bezeichnet ist, da er wohl eine Liegenschaft der in und um Weimar ansässigen Familie von Lyncker gewesen ist (zumindest eine alte Flurbezeichnung), grenzt an das Naturschutzgebiet Prinzenschneise. Dieses liegt westlich der Bundesstraße 85. Der Hauptweg der Prinzenschneise geht auch durch das Linkersche Holz.
Der gesamte Waldbestand ist Laubwald. Gewisse Pilzarten fanden Interesse, die auch in botanischen Schriften vermerkt wurden. So z. B. Craterellus cornucopioides und Inocybe rimosa Es sind in diesem Bereich bronzezeitliche Grabhügel aus der Hallstattzeit vermerkt. Ein Grabhügel wurde in der 2024 aktualisierten Denkmalliste vermerkt. In diesem Gebiet wurden Goldschakale gesichtet. Er ist ausgewiesen als Genreservoir für Traubeneichen.